# Jean Gaspar

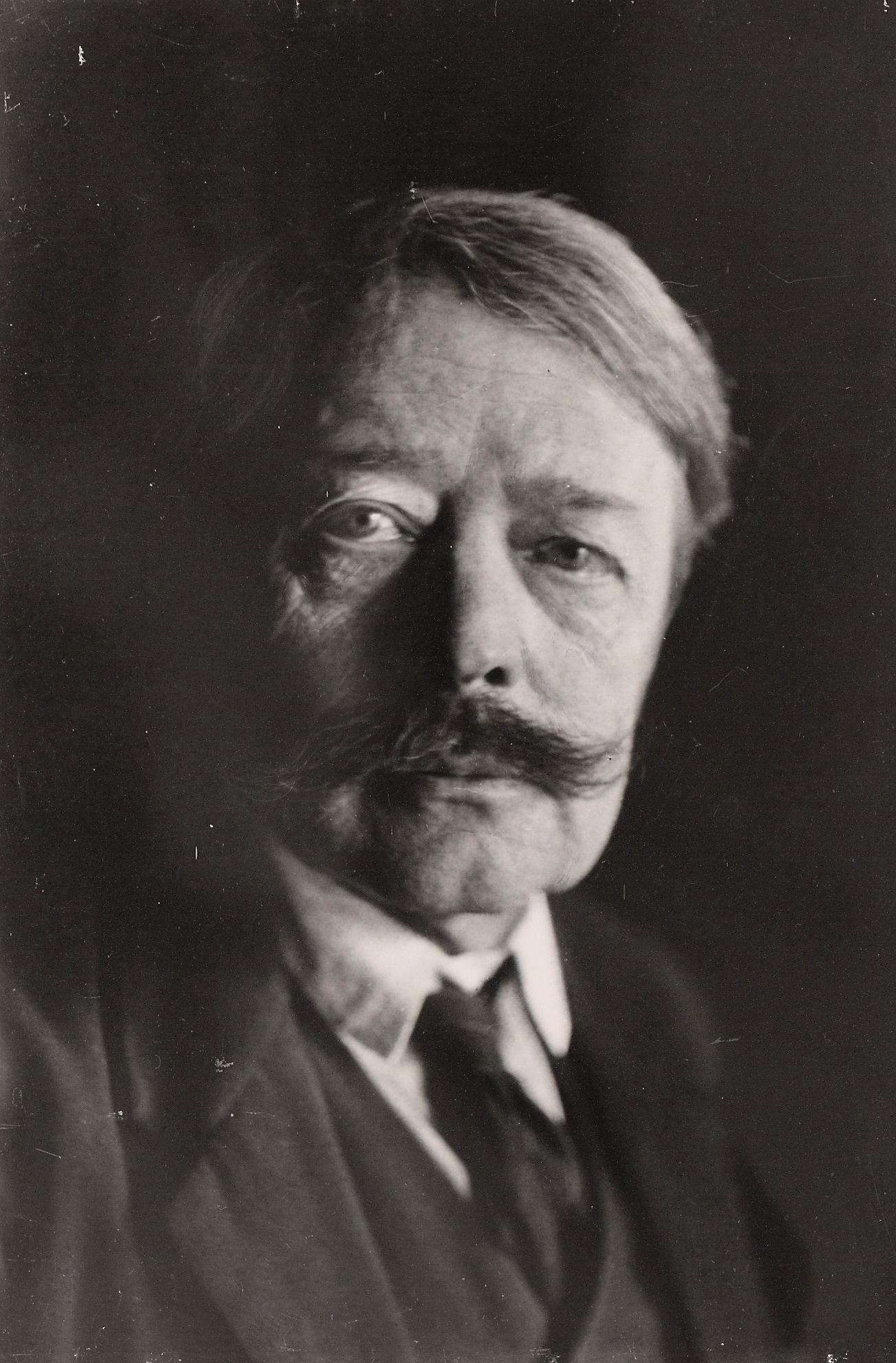
Jean Gaspar

Jean-Marie Gaspar (Aarlen, 29 april 1861 – Ukkel, 17 februari 1931) was een Belgisch beeldhouwer die vooral bekend is door zijn beelden van dieren.
Jean Gaspar kwam uit een gegoede Aarlense familie en begon ingenieursstudies in Luik. Hij legde zich echter toe op beeldhouwen en werd een leerling van de Antwerpse beeldhouwer Jef Lambeaux. Hij begon in een romantische stijl maar legde zich steeds meer toe op beelden van dieren, zoals De roep van het woud.

## Musée Gaspar
Het Musée Gaspar in Aarlen is gevestigd in de vroegere woning van de familie Gaspar en heeft een vaste collectie van bronzen beeldhouwwerken en gipsen van Jean Gaspar.

## Afbeeldingen

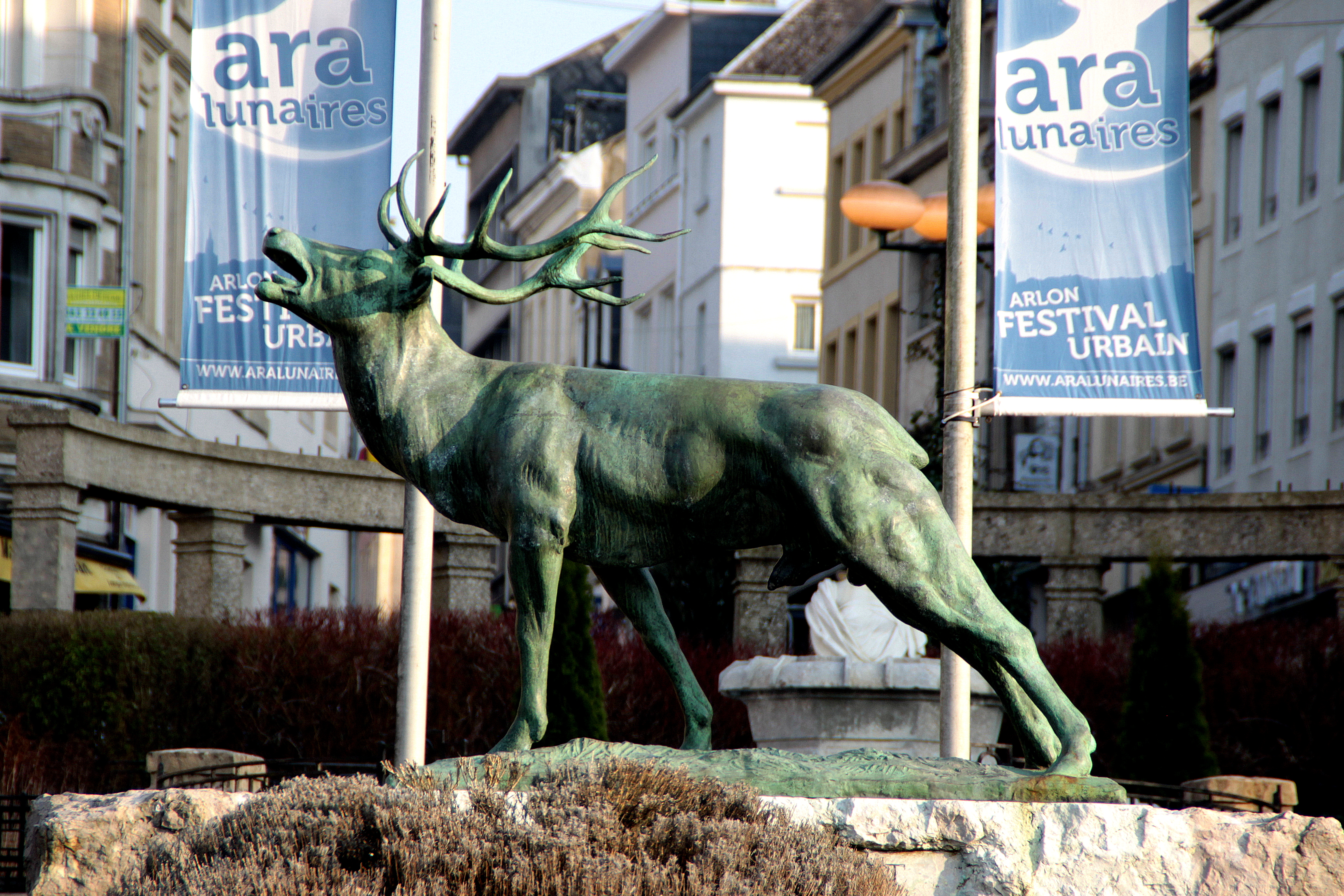
De roep van het woud
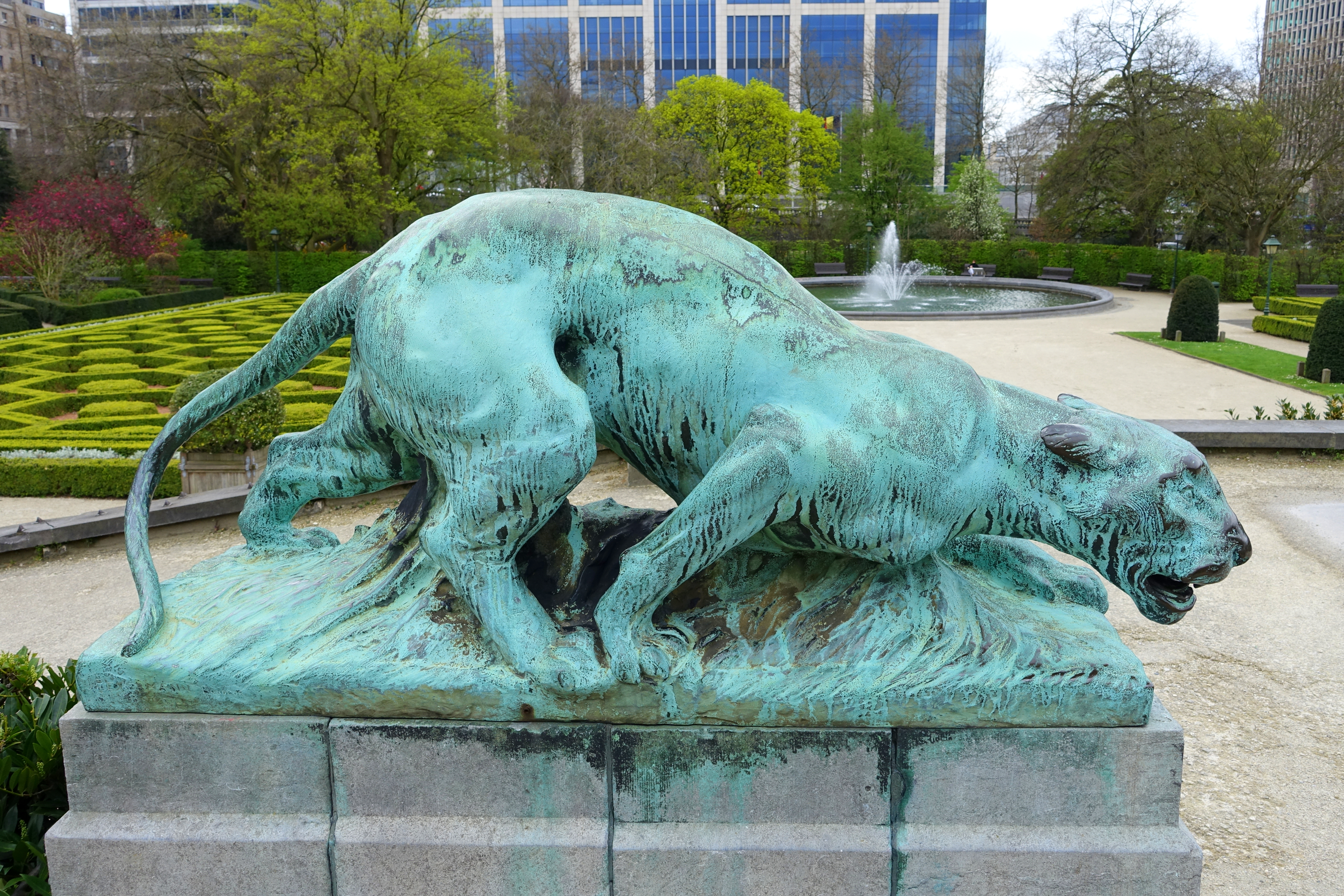
Panter, Kruidtuin (Brussel)
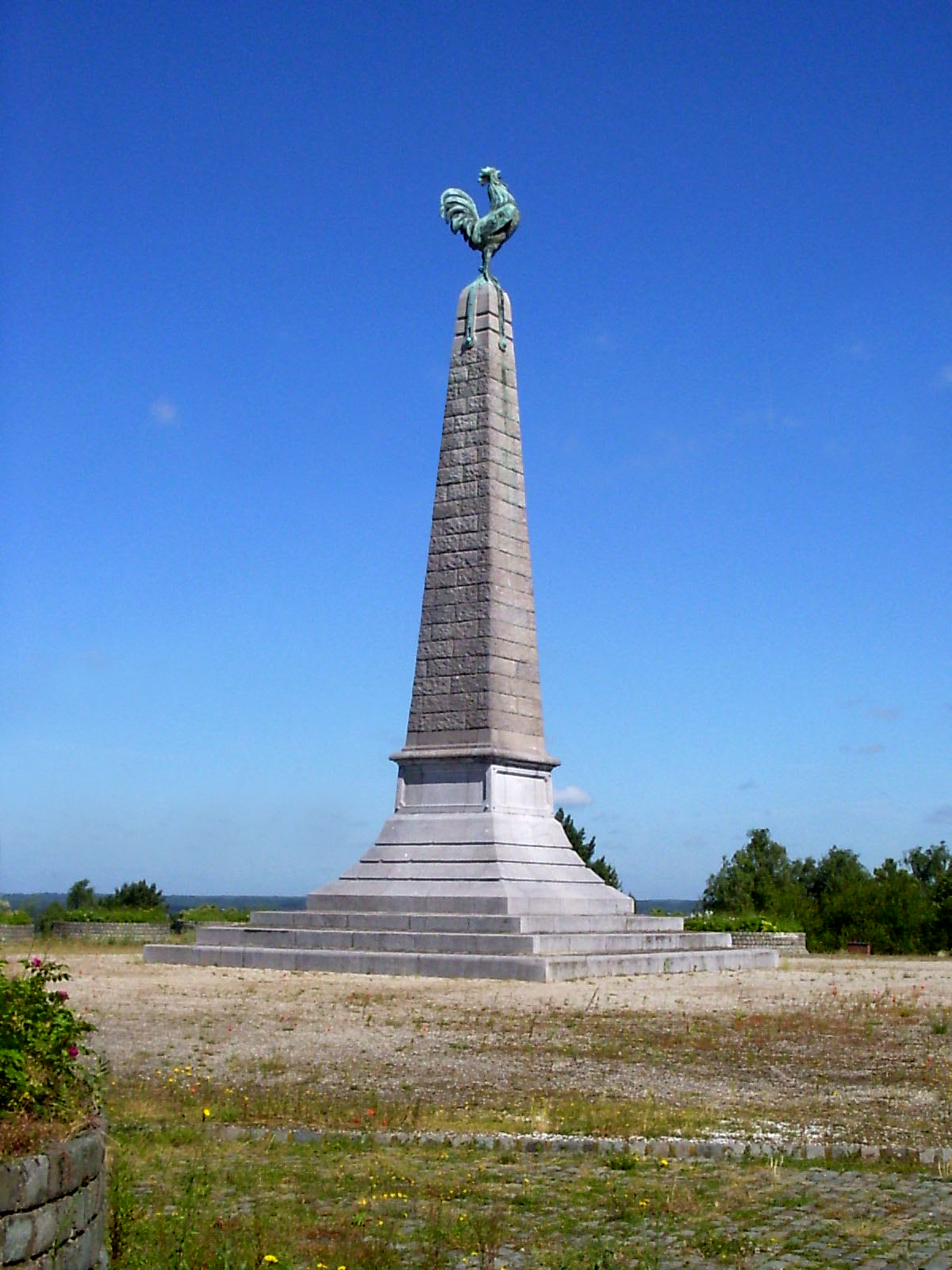
Haan, Jemappes

- RKD-Nederlands Instituut voor Kunstgeschiedenis: 30349